# Jelena Kostanić Tošić
Jelena Kostanić Tošić (Split, Yugoslavia, 6 de julio de 1981) es una tenista profesional croata.
Como junior, ganó el Abierto de Australia de 1998.
Kostanić Tošić está casada con el jugador de tenis de mesa croata Roko Tošić desde el 8 de julio de 2006.

## Títulos (8; 0+8)

### Individual (0)

#### Finalista (3)
- 2003: Helsinki (pierde ante Anna Smashnova).
- 2006: Pattaya City (pierde ante Shahar Peer).
- 2006: Bangalore (pierde ante Mara Santangelo).

### Dobles (8)
| Leyenda (Dobles)     |
| -------------------- |
| Grand Slam Title (0) |
| WTA Championship (0) |
| Tier I (0)           |
| Tier II (0)          |
| Tier III (5)         |
| Tier IV and V (3)    |

| No. | Fecha                  | Torneo                       | Superficie    | Compañera            | Oponentes en la final               | Resultado        |
| 1.  | 26 de abril de 1999    | Bol, Croacia                 | Tierra batida | Michaela Paštiková   | Meghann Shaughnessy Andreea Vanc    | 7–5, 6-7(1), 6–2 |
| 2.  | 8 de noviembre de 1999 | Kuala Lumpur, Malasia        | Dura          | Tina Pisnik          | Rika Hiraki Yuka Yoshida            | 3–6, 6–2, 6–4    |
| 3.  | 6 de mayo de 2002      | Varsovia, Polonia            | Tierra batida | Henrieta Nagyová     | Evgenia Kulikovskaya Silvija Talaja | 6–1, 6–1         |
| 4.  | 20 de mayo de 2002     | Estrasburgo, Francia         | Tierra batida | Jennifer Hopkins     | Caroline Dhenin Maja Matevžič       | 0–6, 6–4, 6–4    |
| 5.  | 5 de enero de 2004     | Auckland, Nueva Zelanda      | Dura          | Mervana Jugić-Salkić | Virginia Ruano Paola Suárez         | 7–6(6), 3–6, 6–1 |
| 6.  | 12 de enero de 2004    | Canberra, Australia          | Dura          | Claudine Schaul      | Caroline Dhenin Lisa McShea         | 6–4, 7-6(3)      |
| 7.  | 2 de octubre de 2006   | Tokio, Japón                 | Dura          | Vania King           | Yung-jan Chan Chia-jung Chuang      | 7-6(3), 5–7, 6–2 |
| 8.  | 9 de octubre de 2006   | Torneo de Bangkok, Tailandia | Dura          | Vania King           | Mariana Díaz Oliva Natalie Grandin  | 7–5, 2–6, 7–5    |

#### Finalista (8)
- 2000 - Budapest (con Sandra Nacuk)
- 2003 - Estrasburgo (con Laura Granville)
- 2004 - 's-Hertogenbosch (con Claudine Schaul)
- 2005 - Praga (con Barbora Strýcová)
- 2005 - Portorož (con Katarina Srebotnik)
- 2006 - Hobart (con Jill Craybas)
- 2006 - Guangzhou (con Vania King)
- 2008 - Bogotá (con Martina Müller)